# فيات بونتو
فيات بونتو هي سيارة صغيرة ذات ظهر مائل تنتجها شركة فيات الإيطالية، منذ عام 1993. وهي حاليا في جيلها الثالث.

## الإصدار الأول (1993-1999)
داخليا يطلق عليها اسم المشروع 176، وتم الإعلان عن بنتو في أيلول / سبتمبر 1993، واطلقت في أوائل عام 1994 لتكون بديلا عن فيات أونو القديمة وفيات بونتو حازت على لقب سيارة أوروبا لهذا العام في عام 1995. وتصميمها الانسيابى والمتنوع بواسطة جيرجتو جيجيارو كان لحظة نجاح (على الرغم من إحدى مميزات السيارة الأكثر شهرة، لم يكن الذيل الرأسي والمصابيح الخلفية، جزءا من تصميم جيجيارو الأصلي، وفي الواقع اضيفت في وقت لاحق داخل مصنع فيات [3] والأسعار التنافسية التي تقوض المنافسين مثل أوبل وفوكسهول كورسا وفولكس فاجن بولو ساعد أيضا في النجاح اللحظى لبونتو في السوق الأوروبية.

### المستوى الداخلى
المستوى الداخلى في مدى السيارة بونتو هو محرك البنزين 1.1 و 1.2 لتر ومحرك الديزل 1.7 والسعة الفعلية للمحرك 1.2 هي 1.242 لتر، ومتوفر في 3 إصدارات. الأول، تم تركيبه في بونتو ELX 75 وأنتجت 75 حصان (56 كـو) عند 6000 دورة في الدقيقة، بينما الثاني تم تركيبه في بونتو ELX 85 والمنتجة 86 حصان (64 كـو) عند 6000 دورة في الدقيقة. والثالث هو 60 حصان (45 كـو) المحرك الذي في النهاية حل محل المحرك 1.1 54 حصان.

### الإصدارات الرياضية
الموديل 1.6 الرياضى كان أيضا متوفرا ومنتجا لقوة 88 حصانا (ولكن حل محله الأكثر توفيرا ذو ال 16 صمام و 1.2 وحدة في عام 1997)، ولكن الإصدار الأفضل أداء هو 136 PS (100 كـو؛ 134 حصان) 1.4 GT والمستخدم للمحرك التوربينى المتطور 128 SOHC والموجود أصلا في فيات أونو توربو Mk II ، والقادر على التشغيل الأكثرا 200 كم/س (120 ميل/س)، والوصول إلى 100 كم/س (62 ميل/س) في 7.9 ثانية فقط. وكانت هذه السيارة أيضا مزودة بعلبة تروس يدوية ذات 5 سرعات، مع مع اختلاف نسب التروس عن سلسلة ELX. وخلال السنوات التي كانت GT تصنع في ثلاثة سلاسل مختلفة مع القوة 136 PS (100 كـو؛ 134 حصان) (1993-1995)، 133 PS (98 كـو؛ 131 حصان) (1995-1997) و130 PS (96 كـو؛ 130 حصان) (1997-1999).

### السيارة المكشوفة
والإصدار المكشوف من هذه السيارة كان أيضا متاحا؛ والمبنى بواسطة بيرتوني (بدلا من المصنع الرئيسي لشركة فيات)، وكانت تمتاز بسطح يعمل بالطاقة الكهربائية وقابل للسحب وكانت واحدة من أرخص السيارات المكشوفة في العالم في ذلك الوقت. وهي متاحة في كلا من ELX و SX trim , وفي البداية كانت مزوده بقوة 90 حصان 1.6 وحدة (و حل محله في عام 1997 ذو 86 حصان 1.2 16 صمام وحدة حريق).وقد تم إنتاج 55,000 سياره بين 1994-2000

### إصدارات أخرى
والإصدارات الاستثنائية من الإصدار الأول للفيات بونتو كان بونتو 6 سرعات، 1.1 فير بونتو 55 مع علبة تروس ذات 6 سرعات، وبها علبة السرعات الاتوماتيكية من النوع CVT ومحرك اقتصادى وبونتو 1.1 ذات علبة السرعات ذات الخمس سرعات تم تصميمها من أجل كفاءة عالية للوقود.

## الإصدار الثانى (1999-2003)
الجيل الثاني من نوفا (بونتو الجديدة)، وتحمل اسم المشروع 188، اصدرت في عام 1999. والتصميم كان جديدا كليا مع الاحتفاظ بشكل بونتو المختلف والمميز، في حين ان هيكل السيارة والاجزاء الداخلية عدلت بشكل كامل. وأصبحت بونتو الجديدة أول سيارة فيات في القرن الجديد تحمل إشارة فيات الاصلية، لتحتفل بالذكرى المئوية لشركة فيات.

### المستوى الداخلى
المحركات التوربينية 1.1 و 1.4 توقفت بسبب قضايا الانبعاثات، ونماذج المستوى الداخلى بها 1.2 وحدة بنزين فقط (إما مع 8 أو 16 صمام، معطيا 60 و80 حصان (60 كـو) على التوالي)، أو 1.9 ديزل (مع أو بدون قضبان الحقن المشتركة)

### إصدارات الرياضية
تم تقديم نوعين من الإصدارات الرياضية. النموذج الرياضي 1.2 16 صمام مع 6 سرعات يدوية، و1.8 HGT التي يمكن ان تصل إلى ما يقرب من 130 ميل/س (210 كم/س) نموذج 1.2 16 صمام مزود أيضا ب CVT (مع نظام الترحيل اليدوى التتابعى والمتكون من من 6 تروس، و 7 للنموذج الرياضى). وHGT 1.8 ينتقل من السرعة 0 إلى السرعة 60 في 8.0 ثوان. واعتبر هذا تحسينا كبيرا في استخدام الإصدار الأول GT.

### طاقة التوجيه
الإصدار الثاني من فيات بونتو أيضا اعتمد طاقة التوجيه الكهربية وظهر مع نموذجين للعمل، وذلك باستخدام محرك كهربائي، بدلا من المضخة الهيدروليكية المدفوعه بواسطة المحرك. وهذا أدى إلى خفض استهلاك الوقود وتقليل التأثير على البيئة. وبها وقود اقتصادى ل 31.7 mpg‑imp (8.9 ل/100 كـم؛ 26.4 mpg‑US)—مدنى و58.4 mpg‑imp (4.84 ل/100 كـم؛ 48.6 mpg‑US)—أكثر من المدنى للديزل 1.7. والبنزين 1.8 31.7 mpg‑imp (8.9 ل/100 كـم؛ 26.4 mpg‑US)—مدنى و48.7 mpg‑imp (5.80 ل/100 كـم؛ 40.6 mpg‑US)—أكثر من المدنى.

### مواصفات الإصدار الثانى
| السعة            | 1242-1910 سم مكعب                                    |
| القوة            | 60 PS (44 كـو؛ 59 حصان) -- 130 PS (96 كـو؛ 130 حصان) |
| كحد أقصى. السرعة | 155 كم/س (96 ميل/س) -- 205 كم/س (127 ميل/س)          |
| التسارع          | 0-100 كلم / ساعة: 15.0-8.0 ثانية                     |

## الإصدار الثانى (المعدل) (2003 إلى الوقت الحاضر)
في أوائل عام 2003، احتفلت فيات بالتمهيد للإنتاج 5,000,000 سيارة بونتو. وفي العام نفسه، الإصدار الثاني المجمل عاد إلى الواجهة باختلافات كبيرة في الشكل الخارجى وفي المحركات.
وإشارة فيات أصبحت موجوده فقط على غطاء المحرك في موديلات الإصدار الثاني، وقد وضعت على ظهر الإصدار الثاني المجمل. وفي يوم 1 يونيو عام 2005، أنتجت شركة فيات بونتو السيارة رقم 6,000,000 في مصنع ملفي. وهذه السيارة «بونتو» أصبحت حاليا رابع أكثر السيارات الصغيرة مبيعا في أوروبا.

### المحركات
وتغير المحركات اشتمل على المحرك 1.4 16 صمام الجديد، جنبا إلى جنب مع تنويعات ال 1.2 و 1.2 16 صمام الأساسي، والتقديم للاصدارين HGT، Multijet 1.9 لتر ديزل، ومحرك البنزين 1.8 لتر 16 صماما الذي يمكن ان يصل إلى ما يقرب من 130 ميل/س (210 كم/س) متصلا من الإصدار الثاني. وهناك أيضاتقديم لقضبان الديزل المشتركة 1.3 لتر لمحركات MultiJet.

### بونتو الكلاسيكية
على الرغم من إطلاق جراند بونتو الأكبر قليلا في عام 2005، ظلت بونتو موديل 1999 في الإنتاج، وأطلقت للمرة الأولى في شيلي عام 2007، باسم بونتو الكلاسيكية. وهي على وشك الاستبدال بنموذج الجزئ ب" B" الجديد

### زاستافا 10
في أكتوبر 2005، توصل مصنعى زاستافا الصرب إلى اتفاق مع فيات لإنتاج هذا الإصدار بموجب ترخيص على ان يكون اسم الموديل زاستافا 10.
بعد الحصول على زاستافا في خريف عام 2008، واصلت شركة فيات إنتاج هذه السيارة تحت الاسم التجاري فيات بونتو كلاسيك في آذار / مارس، 2009.

### مواصفا الإصدار الثانى المعدل
| السعة            | 1242-1910 سم مكعب                                    |
| القوة            | 60 PS (44 كـو؛ 59 حصان) -- 130 PS (96 كـو؛ 130 حصان) |
| كحد أقصى. السرعة | 155 كم/س (96 ميل/س) -- 205 كم/س (127 ميل/س)          |
| تسارع            | 0-100 كلم / ساعة: 14.3-8.0 ثانية                     |

## الإصدار الثالث 'جراند بونتو' (2005 إلى الوقت الحاضر)

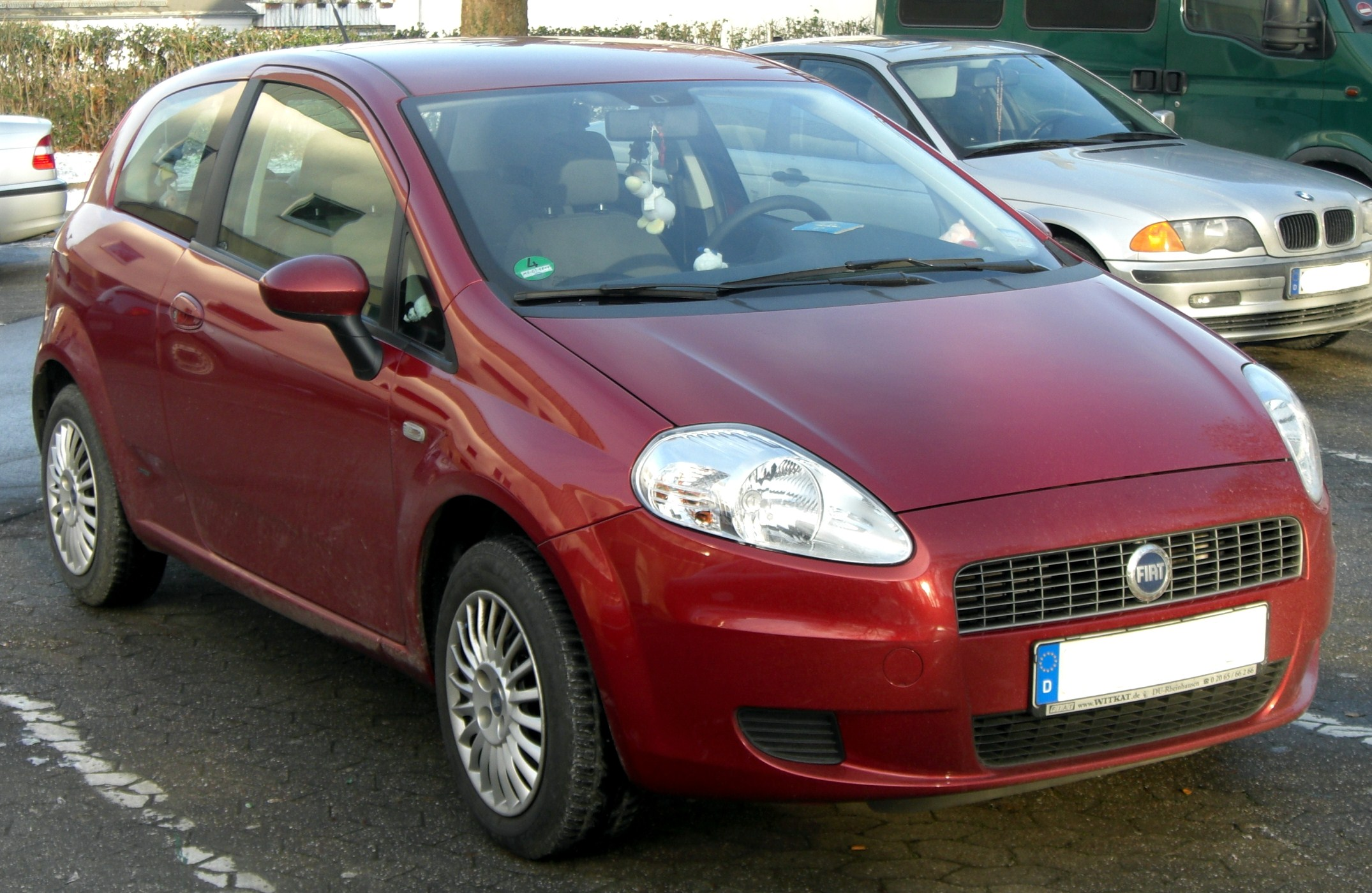
جراند بونتو

هي ثالث سيارة لفيات، أطلق عليها اسم المشروع 199، وتم تسويقها باسم جراند بونتو وكشف النقاب عنها في عام 2005 بمعرض فرانكفورت للسيارات وذهبت للبيع في وقت لاحق من ذلك العام. أيضا هي من تصميم جيجيارو، و السيارة تستخدم Fiat/GM SCCS. platform

## الإصدار الثالث المجمل 'بونتو ايفو' (2009 إلى الوقت الحاضر)

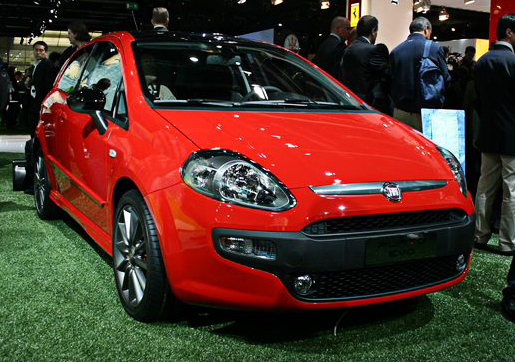
نقطة ايفو

هذا النموذج هو في السوق إيطاليا منذ 10 أكتوبر 2009 وانتشرت بعد ذلك في العالم. المعاينة PuntoEvo

## بونتو فان
بونتو فان هي سيارة صغيرة يتم استخدامها في البيئة التجارية. وهي بنيت أيضا مع وقود الديزل للنموذج 1.3 Multijet 16 التجاري.

## بونتو في رياضة السيارات

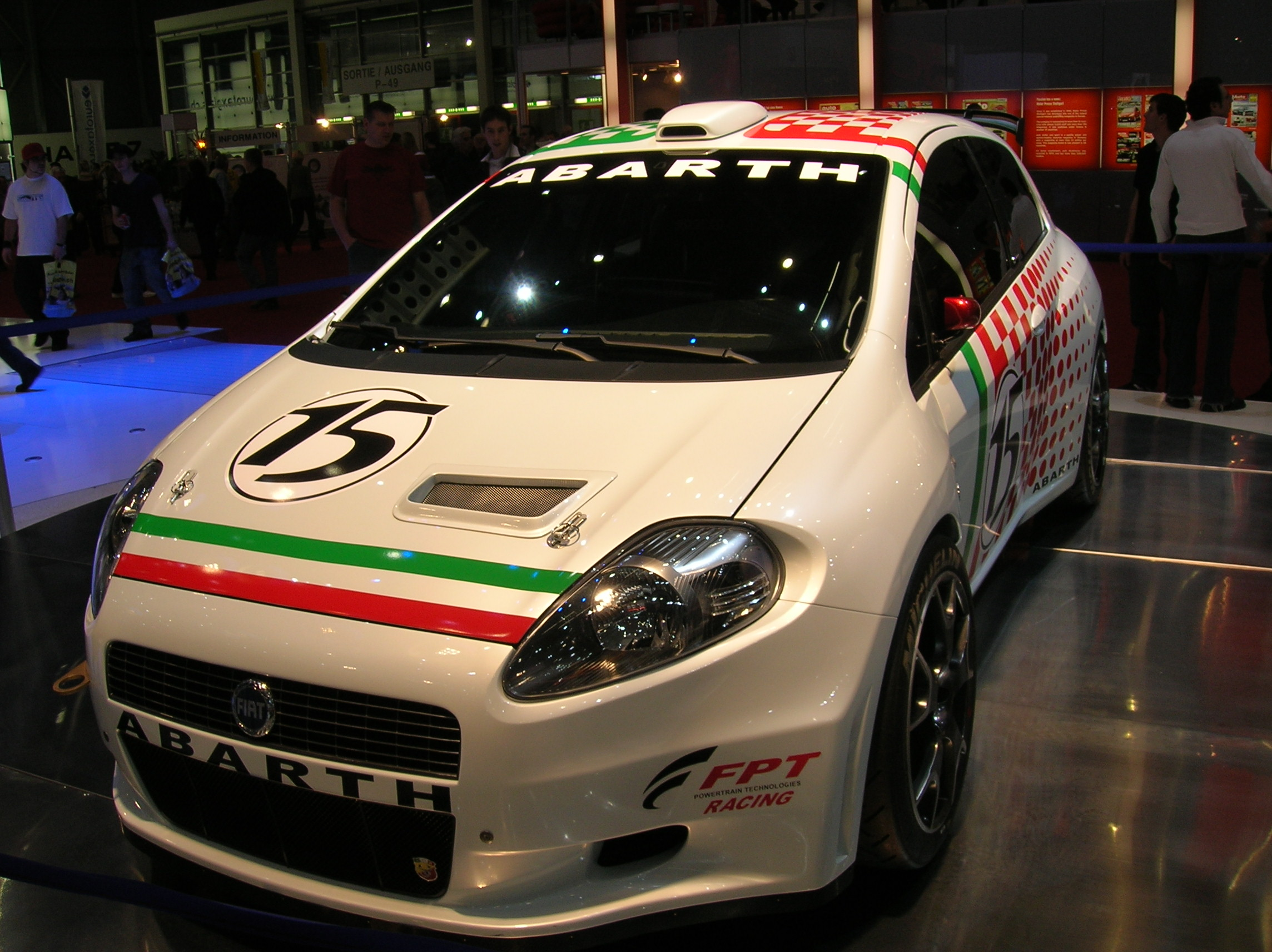
جراند بونتو Abarth

وكانت بونتو دائما شعبية بالنسبة لسائقي السباقات نظرا لانخفاض تكلفتها ولقطع الغيار المتوفرة بشكل واسع. وقد تم إنتاج العديد من الإصدارات المنافسة والإصدارات العائلية من، مثل بونتو راللى، وبونتو S1600 وبونتو Abarth. وقد تم كشف النقاب عنالسيارة الراللى الجديدة المبنية على أساس الجيل الثالث لبونتو وسوبر 2000 بونتو أبارث، في عام 2005. فهى ذات دفع رباعي ومدعومه بمحرك 2.0 لتر 16 صمام قادر على إنتاج 280 حصان (210 كـو)
وقد نافست بونتو في سباقات رياضة السيارات التالية:
- تارغا تسمانيا، فئة صالة العرض، (2007) أول سيارة منافسة تعمل بالديزل.

وقد فازت بونتو بالعديد من مسابقات الراللى خاصة:
- مسابقة الراللى الايطالى (2003 و 2006)
- مسابقة الراللى الاوروبى (2006)
- تحدى الراللى العالمي (2006)

والإصدار الرياضى للسياة يمكن ان يوجد في العديد من مسابقات العاب الفيديو مثل كولن مكراي رالي 04، كولن ماكراي: ديرت وسيغا رالي ريفو.

## وصلات خارجية
- fiatpunto.com
- فان نقطة نسخة محفوظة 13 ديسمبر 2004 على موقع واي باك مشين.
- جراند بونتو EuroNCAP النتائج
- ووصف شريط فيديو لنقطة
- استنادا الصربية زاستافا 10 موقع
- PuntoMk2
- المنتدى فيات
- فيات بونتو
- فيات بونتو الهند